# 프란시스 알리스
프란시스 알리스(Francis Alÿs) (* 1959년~, 벨기에 안트베르펜 출생)

멕시코시티에서 활동하는 벨기에 출신의 회화, 사진, 비디오, 퍼포먼스예술가다. 프란시스 알리스는 1959년 벨기에에서 태어나 1980년대 중반부터 멕스고에서 왈동하는 아티스트,사진,영상,퍼포먼스,,회화, 설치 등 많은 장르의 하며 주로 사회적 이슈를 다룬다

## 생애
프란시스 알리스는 건축을 전공으로 1978년에서 1983년까지 투르네 Institut d’Architecture에서 그리고 1986년까지는 베네치아 Instituto Universitario di Architettura di Venezia에서 공부했다. 1987년에 그는 엔지니어로 벨기에 정부주관 멕시코시티 지진피해복구 봉사.활동에 참여하기 위해 멕시코에 왔고 봉사활동이 끝난후에도 그곳에 계속 머무르며 자신의 예술활동에 열중하고있다.
프란시스 알리스는 산을 옮길 500명의 지원자를 모집하여 그들과 함께 하루동안 페루 flak 외곽의 거대한 모래언덕을 산으로 옮기는 퍼포면스를 수행했다. 알리스가 처음 페루 리마에 방문한 2000년은 정부가 언론을 장악하고 권력을 남용하는 등 부패가 만연한 사회였다. 결국 이 정부의 지도자는 탄핵되었다.
이 사태를 통해서 알리스는 신념을 바탕으로 산을 옮기자라는 프로젝트를 진행하였다
500명의 지원자들은 일제히 삽으로 모래를 옮기는 퍼포먼스를 진행하면서 산을 10cm정도 이동하는데에 성공했다 하지만 산을 옮겼다는 사실은 참가자들과 작가이외에는 아무도 모래언덕이 움직였다는 것을 알 수 없었고 여기에는 대규모의 홍보가 필요했다.
그들의 행위를 통해서 바꿀 수 있다는 가능성을 보여준 작품이다